# Lignorama
Das Lignorama oder Holz- und Werkzeugmuseum in Riedau Oberösterreich ist ein Museum, Ausstellungsort und Veranstaltungsort zu den Themen Holz und Holzbearbeitung. Es wird von einem Verein betrieben. Die Bezeichnung Lignorama beruht auf dem Holzbestandteil Lignin.

## Geschichte
Das Museum wurde 1996 vom Architekten-Team Kaufmann aus Dornbirn geplant und als Österreich-Haus für die Olympischen Winterspielen 1998 von Nagano errichtet. Nach dem Ende der Olympischen Spiele wurde es im Zentrum von Riedau neu aufgebaut und beherbergt seither das Museum.

## Aufbau
Das Lignorama besteht aus dem Hauptgebäude und dem alten Sägewerk, die in einem kleinen Park angeordnet sind. 
Der Österreich-Pavillon (Erdgeschoß des Hauptgebäudes) beherbergt neben dem Sonderausstellungsraum die "Wand der Sinne", den Kassen- und Empfangsbereich mit Museumsshop und ein WC. Eine Terrasse überdacht den Eingang. Der Pavillon stellt das größte Exponat des Museums dar. Das Museum ist nur über mehrere Stufen erreichbar, auch im Inneren befinden sich Stufen. 
Im Untergeschoß des Hauptgebäudes sind Kojen zu den historischen Handwerksberufen Zimmerer, Tischler, Binder, Wagner und Drechsler eingerichtet, eine Tischlerwerkstatt und ein sogenanntes "Holzlabor" mit Versuchen zu verschiedenen Holzeigenschaften. Es gibt eine kleine Fach-Präsenz-Bibliothek und die sogenannte "Xylothek" (eine Furniermuster-Sammlung mit gut 1.300 Exemplaren), einige Holz-Musikinstrumente und die "Wand der Rekorde". 
Das Nebengebäude besteht aus dem alten Sägewerk im Obergeschoß und dem "Waldkino" im Untergeschoß. Im Sägewerk gibt es für angemeldete Gruppen Schauschnitte der historischen Venezianer Gattersäge. Im Untergeschoß werden drei Filme und eine Modelleisenbahn gezeigt. 
Im Innenhof befindet sich die höchsten Holzkrippe der Welt von Meinrad Mayrhofer und eine 200 Jahrringe zählende Stammscheibe mit historischen Ereignissen. 
Der Park beherbergt ausgewählte Bäume, einen kleinen Teich, Skulpturen und den "Waldführer für Neugierige", ein Quizspiel. 
Das Lignorama wird rechtlich vom Verein Holz- und Werkzeugmuseum betrieben. Der operative Betrieb erfolgt durch ein Team.

## Ausstellungen
Neben der Dauerausstellung werden im Sonderausstellungsraum des Lignorama wechselnde Sonderausstellungen gezeigt. Meist gehört der Frühling zeitgenössischer Holz aus und mit Holz; der Sommer beleuchtet ein spezielles Thema näher, gere auch in Kombination mit Kunst. Im Herbst (September und Oktober) ist die "Tischlermeister-Galerie" ein Fixpunkt des Museumsjahres. Hier werden die besten Meisterstücke des Jahres aus ganz Österreich gezeigt und im Rahmen einer Feier prämiert. Die Winter-Ausstellungen laden im besonderen Familien ein.
Die Ausstellungen werden durch ein Rahmenprogramm mit Vernissagen, Vorträgen, Vermittlungsprogrammen für alle Altersstufen usw. ergänzt. Die Erlöse des "Pramtaler Advents" im Museumspark, dem alten Sägewerk und im Museum gehen an Ärzte ohne Grenzen.